# Österreichische Lotterien
Die Österreichische Lotterien Gesellschaft m.b.H. ist ein österreichisches Glücksspielunternehmen mit Sitz in Wien.

## Gründungsmotive
Bis zur Novellierung des Glücksspielgesetzes im Jahr 1986 gab es in Österreich kein landesweites Glücksspiel nach dem Totalisatorprinzip. Die Österreichische Lotterien Gesellschaft m.b.H. wurde im September 1986 gegründet, um Lotto 6 aus 45 in Österreich einzuführen. Gleichzeitig wurde Toto, dessen Wetteinsatz die finanzielle Basis der österreichischen Sportförderung bildet, von der Österreichischen Glücksspielmonopolverwaltung übernommen. Damit sollte der dezentrale Glücksspielmarkt neu geordnet, das vorhandene Marktpotential ausgenützt und der in den frühen 80er Jahren bemerkbare verstärkte Abfluss österreichischen Glücksspielkapitals ins Ausland verhindert werden.

## Gesellschafter und Vorstand
Die Gesellschafter der Österreichischen Lotterien sind die Casinos Austria AG (68 %) und die Lotto-Toto Holding Gesellschaft (32 %). Den Vorstand bildete ab Juli 2017 Vorstandsvorsitzender Alexander Labak und Vorstandsdirektorin Bettina Glatz-Kremsner. Mit 1. Mai 2019 folgte Bettina Glatz-Kremsner Alexander Labak als Vorstandsvorsitzende nach. 2022 wurde Erwin van Lambaart Vorstandsvorsitzender.
Die Gesellschaftsanteile der Lotto-Toto Holding GmbH werden von den folgenden Gesellschaften gehalten:
- CLS Beteiligungs GmbH (Privatstiftung Dipl.-Ing. Melchart, Bankhaus Schelhammer & Schattera AG, BAIH Beteiligungsverwaltungs GmbH)
- RSV Beteiligungs GmbH (Novomatic AG)
- LTB Beteiligungs GmbH (BAIH Beteiligungsverwaltungs GmbH, Novomatic AG)
- Österreichischer Rundfunk (ORF)[6]

## Tochtergesellschaften
Das Unternehmen OOO Ural Loto wurde 2008 gegründet, um Ausspielungen in der russischen Teilregion Baschkortostan durchzuführen. OOO Ural Loto ist eine 100%-Tochter der Russisch Österreichische Lotterien Holding Ges.m.b.H. Diese gehört zu 59 % den Österreichischen Lotterien, 34 % hält der österreich-russische Geschäftsmann Vadim Pletnev mit seiner Wiener Firma „VPB Beteiligungs GmbH“. Weitere 7 % hält die oberösterreichische Firma Keba AG, die Automaten und Terminals herstellt. Nach einer Gesetzesänderung im Jahr 2014 musste der Spielbetrieb eingestellt werden – angeboten wurden ein Lotto „6 aus 40“, Joker und drei Rubbellose sowie ein Brieflos mit dem Namen „Supersprint“. Nach daraus resultierender fehlender Geschäftsgrundlage befindet sich das Unternehmen OOO Ural Loto nun in Liquidation.
Die 2012 gegründete 100%-Tochter Albanisch Österreichische Lotterien Holding Ges.m.b.H. gewann im September 2012 die Ausschreibung um die Lizenz für landesweite Lotto-Ausspielungen in Albanien, durchgeführt werden sie von einer weiteren, in Albanien ansässigen 100%-Tochter mit Namen Lotaria Kombëtare. 2016 übernahm Novomatic die Lotaria Kombetare zu 100 Prozent.

## Spiele
| Spiel                              | Umsatz (Mio. €, 2017) |
| ---------------------------------- | --------------------- |
| Lotto 6 aus 45                     | 603,55                |
| Toto und Torwette                  | 7,93                  |
| EuroMillionen                      | 343,46                |
| Bingo                              | 9,47                  |
| ToiToiToi                          | 15,42                 |
| Zahlenlotto 1-90                   | 3,65                  |
| Joker                              | 180,80                |
| Rubbellos                          | 127,84                |
| Brieflos                           | 20,86                 |
| Österreichische Klassenlotterie    | 31,71                 |
| win2day.at (inkl. keno)            | 1.610,28              |
| win2day.at Poker                   | 2,77                  |
| WINWIN (Video Lotterien Terminals) | 525,34                |
| Gesamt                             | 3.483,08              |
| Quelle: Österreichische Lotterien  |                       |

WINWIN Outlets sind kleine Spielsalons, in denen Gäste ab 18 Jahren an Video Lotterie Terminals (VLTs) elektronische Lotteriespiele spielen können. Seit Jänner 2015 sind bei WINWIN maximal 50 Terminals pro Outlet zulässig, für den Spielbereich ist ein Zutrittssystem gesetzlich vorgeschrieben. Darüber hinaus ist jeder VLT an das Bundesrechenzentrum angeschlossen.
win2day ist eine multichannelfähige Spieleplattform im Internet. Die Seite umfasst das Spielangebot der klassischen Lotteriespiele der Österreichischen Lotterien, Sportwetten sowie elektronische Lotterien in Form der Casino Spiele, des Poker Rooms, des Bingo Rooms und der Games Room Spiele.
Eigentümer von WINWIN und win2day ist die Entertainment Glücks- und Unterhaltungsspiel GmbH, die zu jeweils 50 % Casinos Austria und den Österreichischen Lotterien gehört. Außerdem ist die Entertainment Glücks- und Unterhaltungsspiel GmbH zu 56 % Eigentümer des Wettanbieters tipp3.

## Sportförderung

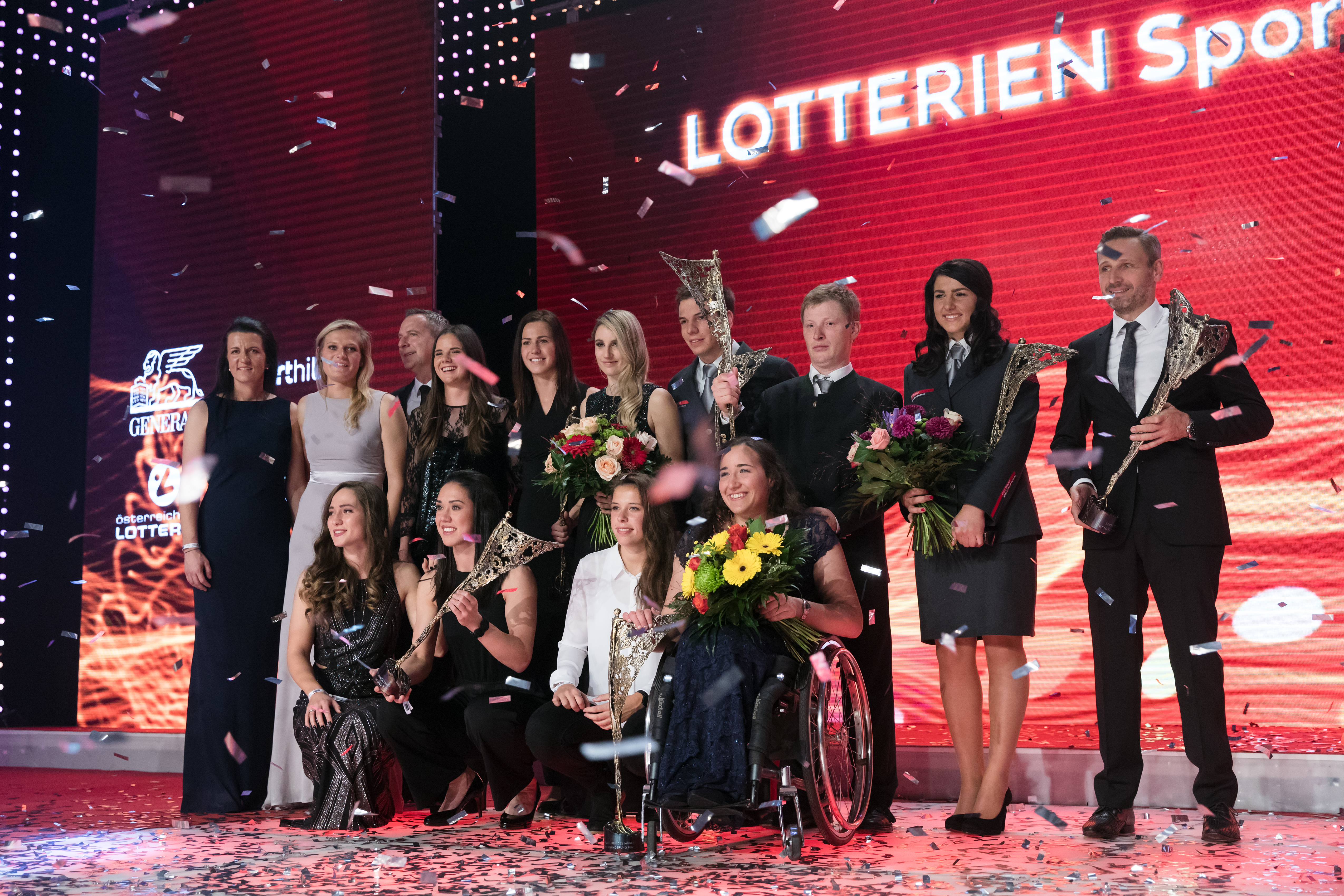
Lotterien Sporthilfe-Gala mit Österreichs Sportlern des Jahres 2017

Ein Beitrag zur Finanzierung des österreichischen Sports ist die im Glücksspielgesetz verankerte Sportförderung. Dabei wird neben Spitzensport auch Breitensport unterstützt. Seit 1986 flossen insgesamt 1,391 Milliarden Euro in die Besondere Bundes-Sportförderung. Seit 2011 ist der jährliche Betrag, der von den Lotterien in die Sportförderung fließt, mit mindestens 80 Millionen Euro garantiert und erhöht sich in jenem Ausmaß, in dem die glücksspielrechtlichen Bundesabgaben steigen. Die Sportförderungsmittel werden von der Österreichischen Bundes-Sportorganisation verwaltet und nach einem exakten Schlüssel verteilt.